# دعاء البادي
دعاء البادي، روائية وصحفية مصرية، تخرجت في كلية الإعلام جامعة القاهرة عام ٢٠٠٨، وعملت في عدة صحف مصرية وعربية.  

## أعمالها
- رواية "زهرة الأندلس" .
- رواية كغربان لا تاكل الموتى". [1]
- متتالية قصصية بعنوان "إنهم يثورون في دُرج الكومودينو".

## الجوائز
- فازت بجائزة الطيب صالح العالمية للإبداع الكتابي عن رواية "زهرة الأندلس" عام 2019.
- جائزة المجلس الأعلى للثقافة في التأليف المسرحي عن مسرحية بعنوان "الرماد". [1]